# Lac Great East
Le Lac Great East est un lac situé dans les comtés de Carroll (New Hampshire) et de York (Maine) aux États-Unis. Il est riverain des villes de Wakefield et d'Acton.
Le lac Great East couvre 7.4 km² de superficie, a une profondeur maximale de 31 mètres  et une profondeur moyenne de 10.6 mètres. L'eau est de catégorie « A » et accueille un éventail d'espèces de poissons. Une rampe publique de mise à l'eau est accessible depuis la Route 109 et la Route Young Ridge.
Les eaux du lac constituent la source de la rivière Salmon Falls, un affluent de la Piscataqua avant de s'écouler dans l'océan Atlantique.

## Source
- (en) Cet article est partiellement ou en totalité issu de l’article de Wikipédia en anglais intitulé « Great East Lake » (voir la liste des auteurs).